# Rudolf Fahlbusch
Rudolf Fahlbusch (* 14. Juli 1940 in Hannover) ist ein deutscher Neurochirurg.
Fahlbusch studierte ab 1960 Medizin in Göttingen und München und wurde 1966 an der Ludwig-Maximilians-Universität in München zum Dr. med. promoviert. Danach absolvierte er eine Ausbildung zum Neurochirurgen bei Frank Marguth in München mit dem Abschluss 1976. Er habilitierte sich 1977, wurde 1980 außerordentlicher Professor an der LMU München und war ab 1982 ordentlicher Professor für Neurochirurgie am Universitätsklinikum Erlangen und Leiter der dortigen neurochirurgischen Klinik. Nach der Emeritierung wurde er 2005 Direktor des Zentrums für Endokrine Neurochirurgie am International Neuroscience Institute (INI) in Hannover und war seit 2007 auch Direktor der Interoperativen MRI.
Er befasste sich besonders mit Hypophysenchirurgie einschließlich Einführung der Endokrinologie in die Neurochirurgie und das intraoperative neurophysiologische Monitoring. Er führte in Erlangen ein interdisziplinäres Zentrum für die Umsetzung fortschrittlicher Technologie im Operationssaal (funktionelle Neuronavigation, Computerunterstützung und Kernspintomographie bei Operationen).
Er war Vorsitzender der European Skull Base Society und der Deutschen Gesellschaft für Schädelbasisbruchchirurgie, Präsident des Gesamtverbandes deutscher Nervenärzte und stellvertretender Vorsitzender der Deutschen Gesellschaft für Computer- und Roboter-assistierte Chirurgie.  Er ist Vorstandsmitglied der Deutschen Akademie für Neurochirurgie und der Academia Eurasiana Neurochirurgica.
2009 erhielt er die Fedor-Krause-Medaille.
Seit 1974 war Rudolf Fahlbusch mit der 2006 in Erlangen verstorbenen Mezzosopranistin und Wagner-Interpretin Hanna Fahlbusch-Wald verheiratet. Aus der Ehe gingen zwei Söhne hervor. 